# Raoul Echard
Pour les articles homonymes, voir Échard.
Raoul Cesar Robert Pierre Echard né le 28 septembre 1888 à Rouen et mort le 7 septembre 1922 à Bodio, est un As de l'aviation français de la Grande Guerre avec 7 combats aériens victorieux.

## Biographie
Raoul Echard nait à Rouen où son père est lieutenant au 12e régiment de chasseurs à cheval en garnison à la caserne Richepanse. Élève au collège de Meaux puis à l'École spéciale militaire de Saint-Cyr, il s'engage en 1908 pour quatre ans au 17e régiment de chasseurs à cheval. Il a été incorporé à l'escadrille 26 puis nommé chef de l'escadrille Spa 82, commandant de l'escadrille GC 22. Il a commandé l'escadrille des Cigognes. Il compta sept victoires à son palmarès. Il fut nommé capitaine à titre temporaire en 1917, puis à titre définitif le 4 mai 1918.

## Victoires aériennes[2]
| N° | Date         | Avion piloté | Adversaire           | Issue  | Lieu                 | Notes                                        |
| -- | ------------ | ------------ | -------------------- | ------ | -------------------- | -------------------------------------------- |
| 1  | 18 mars 1917 |              | biplace allemand     | abattu | à l'ouest d'Altkirch |                                              |
| 2  | 1er mai 1917 |              | EA                   | abattu |                      |                                              |
| 3  | 3 mai 1917   |              | EA                   | abattu | Moosch               | Victoire partagée avec Lt François de Boigne |
| 4  | 5 mai 1917   |              | EA                   | Abattu |                      |                                              |
| 5  | 18 mars 1918 |              | EA                   | Abattu | Asiago               |                                              |
| 6  | 14 juin 1918 |              | Fokker Dr.I          | Abattu | Cernay-lès-Reims     |                                              |
| 7  | 25 août 1918 |              | Ballon d'observation | Abattu | Concevreux           |                                              |

### L'accident
Le capitaine Raoul Echard, commandant de l'escadrille française « Les Cigognes » était venu sur l'aérodrome de Dübendorf pour la participation au meeting international de Zurich. Une compétition de trois étapes, « le circuit des Alpes », était organisée à cette occasion. Après les deux premières étapes sans problème, c'est lors de la dernière étape du jeudi 7 septembre 1922, entre Bellinzone et Dübendorf que l'accident se produisit à 12 h 25 au-dessus du village de Bodio.
Sur son Spad de 300 chevaux, le commandant prend rapidement de la vitesse et dépasse ses concurrents, puis son aile droite se détache et l'avion pique du nez. Le cadavre du pilote fut retrouvé sur le mont Ghiso.
L'organisation de l'aviation française était pour une grande partie son œuvre et il commandait l'escadrille française à Mulhouse.
Chevalier de la Légion d'honneur le 22 mai 1917 et il a reçu deux citations de la médaille militaire et la Croix de guerre. Ses obsèques sont célébrées à Bellinzone et dans la basilique Notre-Dame de Bonsecours et il repose dans le cimetière de Bonsecours (Seine-Maritime).

## Distinctions
- Croix de guerre 1914–1918
- Médaille militaire
- Chevalier de la Légion d'honneur (1917)
- Médaille commémorative du Maroc